# 第1地対艦ミサイル連隊
第1地対艦ミサイル連隊（だいいちちたいかんミサイルれんたい、JGSDF 1st Surface-to-Ship Missile Regiment：1SSMR）は、陸上自衛隊北千歳駐屯地（北海道 千歳市）に駐屯する第1特科団隷下の野戦特科部隊（地対艦ミサイル連隊）である。

## 概要
連隊長は、1等陸佐（二）が充てられ、対艦ミサイルを運用し、脅威となる敵艦艇に対して対艦ミサイルをもって排除することを任務とする。
1992年（平成4年）3月に67式30型ロケット弾発射機を装備する第1特科団直轄部隊の第125特科大隊を母体として88式地対艦ミサイルシステムを装備する1番目の連隊として編成完結。
なお、支援部隊として1991年（平成3年）3月に第1施設群（南恵庭駐屯地）隷下に第301坑道中隊（ミサイル発射機や車両などを敵の攻撃から防護するためのトンネル型掩体（坑道）を掘削する部隊。）が新編されていた。

## 沿革
第125特科大隊
- 1969年（昭和44年）3月25日：第125特科大隊が北千歳駐屯地において編成完結。
- 1992年（平成04年）3月26日：第125特科大隊（北千歳駐屯地）が廃止。

第1地対艦ミサイル連隊
- 1992年（平成04年）3月27日：第1地対艦ミサイル連隊が北千歳駐屯地において編成完結。
- 2000年（平成12年）3月28日：北部方面隊の後方支援体制変換に伴い、直接支援隊を廃止し、整備部門を北部方面後方支援隊第101特科直接支援大隊第3直接支援中隊へ移管。
- 2024年（令和06年）3月21日：第306地対艦ミサイル中隊を北千歳駐屯地に新編[1][2]。
- 2025年（令和07年）3月24日：

1. 第4射撃中隊を廃止[3]。
2. 中隊名を射撃中隊から地対艦ミサイル中隊に改称。

## 部隊編成
- 第1地対艦ミサイル連隊本部
- 本部管理中隊「1地対艦-本」：88式地対艦ミサイルシステム（指揮統制装置、捜索・標定レーダー装置、中継装置）
- 第1地対艦ミサイル中隊「1地対艦-1」：88式地対艦ミサイルシステム（射撃統制装置、発射機、装填機）
- 第2地対艦ミサイル中隊「1地対艦-2」：88式地対艦ミサイルシステム（射撃統制装置、発射機、装填機）
- 第3地対艦ミサイル中隊「1地対艦-3」：88式地対艦ミサイルシステム（射撃統制装置、発射機、装填機）
- 第306地対艦ミサイル中隊「306地対艦」：88式地対艦ミサイルシステム（射撃統制装置、発射機、装填機）

## 整備支援部隊
新編時は高射特科群のように野整備部隊として直接支援隊を編制内に加えていたが、2000年（平成12年）3月に第101特科直接支援大隊第3直接支援中隊へと改編され北部方面後方支援隊から支援を受けるようなった。
- 第1地対艦ミサイル連隊直接支援隊「1地対艦-直支」（北千歳駐屯地）：1992年（平成04年）3月27日から2000年（平成12年）3月27日の間。
- 北部方面後方支援隊第101特科直接支援大隊第3直接支援中隊「101特直支-3」（北千歳駐屯地）：2000年（平成12年）3月28日から

## 主要幹部
| 官職名                  | 階級    | 氏名       | 補職発令日     | 前職                         |
| ----------------------- | ------- | ---------- | -------------- | ---------------------------- |
| 第1地対艦ミサイル連隊長 | 1等陸佐 | 髙山喜一郎 | 2024年03月18日 | 陸上総隊司令部日米共同部勤務 |

| 代 | 氏名       | 在職期間                        | 前職                                                                  | 後職                                              |
| -- | ---------- | ------------------------------- | --------------------------------------------------------------------- | ------------------------------------------------- |
| 01 | 星野將     | 1992年03月27日 - 1994年03月22日 | 陸上幕僚監部装備部開発課 開発第3班長 →1992年3月23日 第1特科団本部勤務 | 陸上幕僚監部装備部開発課長                        |
| 02 | 高橋文夫   | 1994年03月23日 - 1997年03月31日 | 陸上自衛隊調査学校研究部長                                            | 青森駐屯地業務隊長                                |
| 03 | 草苅和夫   | 1997年04月01日 - 1999年03月31日 | 北部方面総監部人事部募集課長                                          | 東北方面総監部総務部長                            |
| 04 | 佐藤晃章   | 1999年04月01日 - 2002年12月01日 | 西部方面総監部防衛部防衛課長                                          | 自衛隊三重地方連絡部長                            |
| 05 | 盛田哲次   | 2002年12月02日 - 2005年03月22日 | 陸上自衛隊幹部学校学校教官                                            | 陸上自衛隊富士学校特科部副部長                    |
| 06 | 冨田誠     | 2005年03月23日 - 2007年08月31日 | 統合幕僚学校学校教官                                                  | 防衛研究所主任研究官                              |
| 07 | 吉富望     | 2007年09月01日 - 2009年11月30日 | 陸上幕僚監部運用支援・情報部 情報課付                                 | 防衛大学校教授                                    |
| 08 | 瀧上浩典   | 2009年12月01日 - 2011年11月30日 | 西部方面総監部法務官                                                  | 陸上自衛隊幹部学校主任教官                        |
| 09 | 日隈秀光   | 2011年12年01日 - 2013年07月31日 | 陸上自衛隊幹部候補生学校主任教官                                      | 北部方面後方支援隊副隊長                          |
| 10 | 小沼敏孝   | 2013年08年01日 - 2015年07月31日 | 陸上自衛隊会計監査隊 東北方面分遣隊長                                 | 北部方面後方支援隊副隊長                          |
| 11 | 後藤明     | 2015年08年01日 - 2018年03月22日 | 陸上自衛隊富士学校特科部 訓練評価室長                                 | 西部方面特科隊副隊長                              |
| 12 | 中村和志   | 2018年03月23日 - 2020年04月14日 | 陸上幕僚監部運用支援・訓練部 訓練課総括班長                           | 第1師団司令部幕僚長                               |
| 13 | 森下浩充   | 2020年04月15日 - 2022年07月31日 | 陸上自衛隊教育訓練研究本部                                            | 陸上自衛隊教育訓練研究本部 主任研究開発官         |
| 14 | 岡村修     | 2022年08月01日 - 2024年03月17日 | 陸上幕僚監部防衛部防衛課勤務                                          | 陸上自衛隊富士学校 諸職種協同センター総合研究課長 |
| 15 | 髙山喜一郎 | 2024年03月18日 -                | 陸上総隊司令部日米共同部勤務                                          |                                                   |

## 主要装備
- 88式地対艦誘導弾システム
- 1/2tトラック / 73式小型トラック
- 1 1/2tトラック / 73式中型トラック
- 3 1/2tトラック / 73式大型トラック
- 9mm拳銃
- 89式5.56mm小銃
- 12.7mm重機関銃
- 小型ドーザ

## 廃止部隊
- 2000年（平成12年）3月27日廃止
  - 第1地対艦ミサイル連隊直接支援隊「1地対艦-直支」（北千歳駐屯地）：北部方面後方支援隊第101特科直接支援大隊第3直接支援中隊へ改編。
- 2025年（令和7年）3月24日廃止
  - 第1地対艦ミサイル連隊第4射撃中隊「1地対艦-4」（北千歳駐屯地）：